# Londrina EC
Londrina Esporte Clube, of simpelweg Londrina, is een Braziliaanse voetbalclub uit de stad Londrina in Paraná. De club komt uit in de Série B; de tweede divisie van het nationale Braziliaanse kampioenschap. De clubkleuren zijn blauw en wit.

## Geschiedenis
De voetbalclub Londrina Futebol e Regatas werd op 5 april 1956 opgericht door de vrienden Pietro Caloni, José Luciano Andrade, Wallid Kauss en Doan Álvares Gomes. Zij deden dit omdat zij na een wedstrijd tussen Nacional en Vasco da Gama in buurstad Rolândia besloten dat het eigenlijk helemaal niet nodig zou moeten zijn om zo ver te reizen om een voetbalwedstrijd te zien.
De eerste wedstrijd speelde het team op 24 april, kort na de oprichting, tegen Corinthians in het stadion Vitorino Gonçalves Dias. De 1-1 uitslag kwam mede tot stand dankzij een doelpunt van de spits Alaor.
In 1969 voegden Londrina Futebol e Regatas en Paraná Esporte Clube zich samen tot Londrina Esporte Clube. Drie jaar lang, tot 1972, bleven de clubkleuren rood en wit, maar toen Carlos Antônio Franchello voorzitter van de club werd, verving hij het rood weer door het blauw dat Londrina eerder had gedragen. In 2014 promoveerde de club naar de Série C en bereikte daar meteen de finale die het verloor van Vila Nova. De club promoveerde zo ook voor de tweede keer op rij. In het eerste seizoen eindigde de club op een gedeelde vijfde plaats met slechts drie punten achterstand op de vierde plaats, die recht zou geven op promotie. In 2017 deed de club het zelfs nog beter en werd alleen vijfde met slechts twee punten achterstand op de vierde plaats. Na nog een achtste plaats in 2018 degradeerde de club in 2019, maar Londrina kon na één seizoen terugkeren. In 2023 volgde een nieuwe degradatie. 

## Palmares
Série B
1980
'Campeonato Paranaense
1962, 1981, 1992, 2014
Campeonato Paranaense Série B
1999
Primeira Liga
2017